# Abadia de Melrose
Melrose o St Mary és una abadia parcialment en ruïnes de l'orde del Cister a Melrose, Roxburghshire, a les Scottish Borders. Va ser fundada l'any 1136 per monjos cistercencs a petició del rei David I d'Escòcia i va ser la casa mare d'aquest orde al país fins a la Reforma. Estava encapçalada per l'abat o comanador de Melrose. Avui dia l'abadia és mantinguda per Historic Environment Scotland com a scheduled monument. L'abadia forma part d'altres cinc abadies i llocs d'interès històric per Escòcia al passeig Borders Abbeys Way. El 2019 el lloc va rebre 61.325 visitants.
L'extrem est de l'abadia es va acabar el 1146. Altres edificis del complex es van afegir durant els següent mig segle. L'abadia va ser construïda a la manera gòtica i en forma de creu de Sant Joan. Una part considerable de l'abadia avui dia està enrunada. Es manté una estructura que data de 1590 com a museu obert al públic.
Alexandre II i altres reis i nobles escocesos són enterrats a l'abadia. Un contenidor de plom que es creu que conté el cor embalsamat de Robert el Bruce es va trobar el 1921 sota el lloc de la Sala Capitular; es va tornar a trobar en una excavació de 1998. Això va quedar documentat en els registres de la seva mort. La resta del seu cos està enterrat a l'abadia de Dunfermline.
L'abadia és coneguda pels seus nombrosos detalls decoratius tallats, com ara semblances de sants, dracs, gàrgoles i plantes. En una de les escales de l'abadia hi ha una inscripció de John Morow, un mestre paleta, que diu: Be halde to ye hende (tingues en compte, el final, la teva salvació). Aquest s'ha convertit en el lema de la ciutat de Melrose.

## Antiga abadia de Melrose
Un monestir anterior va ser fundat per Aidan de Lindisfarne en un lloc a unes dues milles (3,5 km) a l'est de l'abadia de Melrose. Això va ser poc abans de la seva mort l'any 651 a Bamburgh. Situat en un revolt del riu Tweed, un cementiri marca el lloc. Sant Cuthbert (mort el 687), qui hi va créixer a prop, es va formar a l'antiga abadia de Melrose. Va ser prior des del 662 abans de traslladar-se a Lindisfarne (Holy Island). Sant Oduvald (mort el 698) va ser un noble escocès que va seguir a Cuthbert com a abat. El visionari Dryhthelm també fou un dels seus monjos a principis del segle VIII. Kenneth I d'Escòcia va assaltar el lloc de l'abadia l'any 839.

## Abadia cistercenca

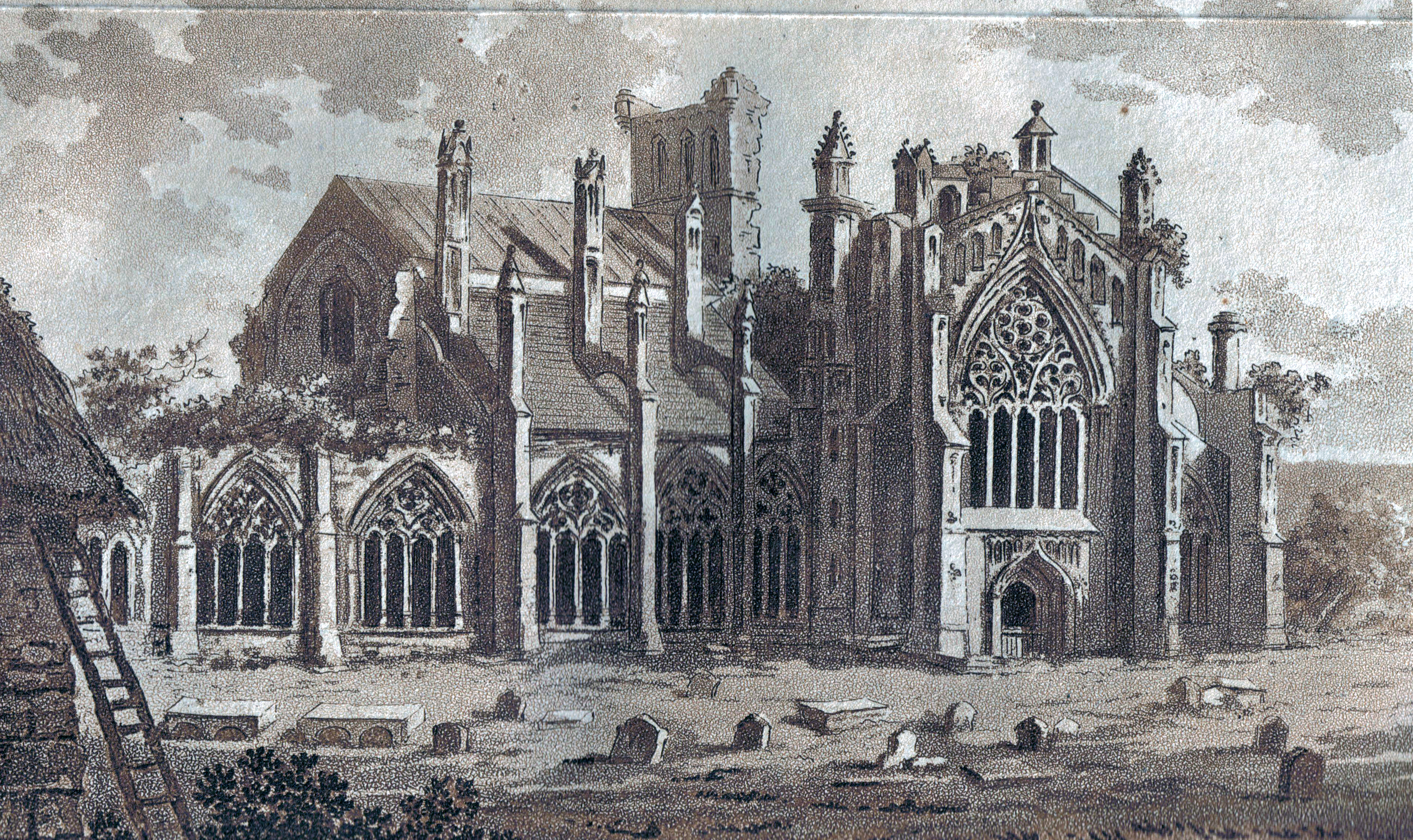
Abadia de Melrose l'any 1800 quan part de l'abadia encara estava en ús com a església parroquial

Melrose va ser la primera abadia cistercenca d'Escòcia. El rei David I volia que la nova abadia es construís al mateix lloc, però els cistercencs van insistir que la terra no era prou bona per a conreu i van seleccionar el lloc actual. Es deia que es va construir en deu anys. L'església del convent va ser dedicada a Santa Maria (com totes les cases cistercenques) el 28 de juliol de 1146. L'abadia es va convertir en l'església mare de l'orde a Escòcia. La seva primera comunitat procedia de Rievaulx, la casa de Yorkshire colonitzada des de Cîteaux.
Al segle xii els cistercencs van implementar noves tècniques de conreu al voltant de Melrose, i van comercialitzar la llana de Melrose als grans ports comercials del nord d'Europa. A poc a poc va créixer un poble al voltant de l'abadia. Durant una època de fam, el monestir va alimentar durant tres mesos quatre mil persones famolenques.
El monestir allotjava un centenar de monjos, amb exclusió de l'abat i els dignataris. Els privilegis i possessions de l'abadia eren molt extensos. El seu fundador David la va dotar de les terres de Melrose, Eildon i altres llocs; i el dret de pesca al riu Tweed. Els successius monarques van augmentar els seus dominis. La casa era famosa per la seva riquesa, perquè molts dels seus abats eren homes de distinció i honor. Waltheof, fillastre del rei David i durant un temps prior de Kirkham, va ser abat de Melrose de 1148 a 1159. Va dotar a Melrose d'una reputació de santedat i coneixement que la va situar a l'alçada de cases com Fountains i Rievaulx i la va convertir en la principal abadia d'Escòcia. La tomba de Sant Waltheof, a la sala capitular, esdevingué posteriorment un punt de pelegrinatge.
Un dels primers relats de l'assentament assolit a Runnymede es troba a la Crònica de l'abadia de Melrose. Melrose estava en una de les principals vies que van des d'Edimburg cap al sud, pel que era especialment vulnerable a atacs. El 1322 la ciutat va ser atacada per l'exèrcit d'Eduard II, i gran part de l'abadia va ser destruïda. Fou reconstruïda per ordres del rei Robert el Bruce, amb Sir James Douglas com a auditor principal de finances del projecte. El 1385 l'abadia fou incendiada per l'exèrcit de Ricard II d'Anglaterra, "en part a causa del suport al papa d'Avinyó Climent VII" va forçar l'exèrcit de Robert II d'Escòcia a tornar a Edimburg. Va ser reconstruïda al llarg d'un segle — la construcció encara estava sense acabar quan Jaume IV la va visitar el 1504.
A partir de 1541 l'abadia fou dirigida per una sèrie de comanadors. L'any 1544, mentre els exèrcits anglesos arrasaven Escòcia en un intent de forçar als escocesos a permetre que la infanta d'Escòcia, Maria, es casés amb el fill d'Enric VIII, l'abadia va tornar a quedar molt malmesa i mai va ser reparada del tot. El 29 de setembre de 1549 un soldat anglès va descobrir la píxide que havia estat suspesa sobre l'altar major i la va donar al comte de Rutland. Els danys de la guerra van provocar la seva decadència com a monestir en funcionament. L'últim abat va ser James Stuart (fill il·legítim de Jaume V), qui va morir el 1557. El 1590 va morir l'últim monjo de Melrose.
L'abadia va resistir un darrer assalt, i algunes de les seves parets encara mostren les marques de les canonades després d'haver estat bombardejada per les tropes d'Oliver Cromwell durant la guerra civil anglesa. L'any 1618 una part de l'església de l'abadia es va convertir en església parroquial de la població dels voltants. A l'encreuament es va inserir una volta plana, eliminant la volta de creueria original del tram central. S'usà fins al 1810 quan es va aixecar una nova església a la vila. El 1812 es va exhumar un taüt de pedra del passadís del presbiteri sud de l'abadia. Alguns van especular que les restes eren les de Miquel Scot, el filòsof i "mag".
A principis del segle xix, Sir Walter Scott va ser nomenat Sheriff-Deputy de Roxburghshire. El 1822, amb l'ajuda financera del duc de Buccleuch, Sir Walter va supervisar els extensos treballs de reparació que havien de preservar les ruïnes. El 1918 el duc feu donació de les ruïnes a l'estat, moment en què l'abadia havia estat objecte d'una restauració i reparació posterior. Avui dia se'n fa càrrec el Historic Environment Scotland.

## Robert Bruce

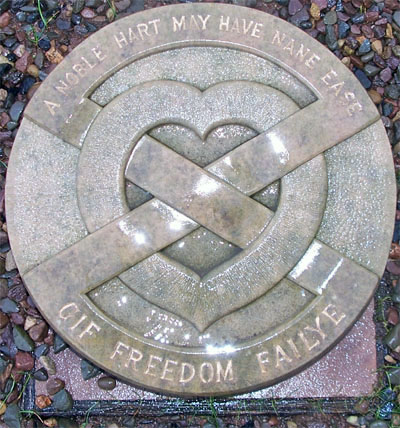
Marcador modern per al lloc de l'enterrament del cor de Robert the Bruce a l'abadia de Melrose

Es diu que el cor de Robert Bruce va ser enterrat a l'església, potser retornat d'una croada amb el cos de Lord Douglas el 1330 o el 1331. La posició estava marcada per una petita placa metàl·lica.
L'any 1996 una excavació arqueològica al lloc va descobrir un contenidor de plom cònic i una placa de coure gravada que deia "L'arca de plom tancada que conté un cor va ser trobada sota el pis de la Sala Capitular, març de 1921, per l'Oficina d'Obres de Sa Majestat". L'arca va ser investigat per l'AOC a Leith i contenia un cor humà encara recognoscible en un licor negre i espès. Com que no hi ha registres del cor d'una altra persona enterrat a Melrose, es va suposar que era el de Robert Bruce. El contenidor es va tornar a enterrar a l'Abadia de Melrose el 22 de juny de 1998 sota una pedra commemorativa.
No hi ha manera de demostrar de manera concloent si el cor pertanyia al rei Robert. No hi ha constància de cap altre cor enterrat al lloc; tanmateix, la Sala Capitular seria un lloc inusual per enterrar el cor d'un rei: la majoria dels enterraments d'alt estatus s'haurien fet al costat de l'altar.

## Arquitectura

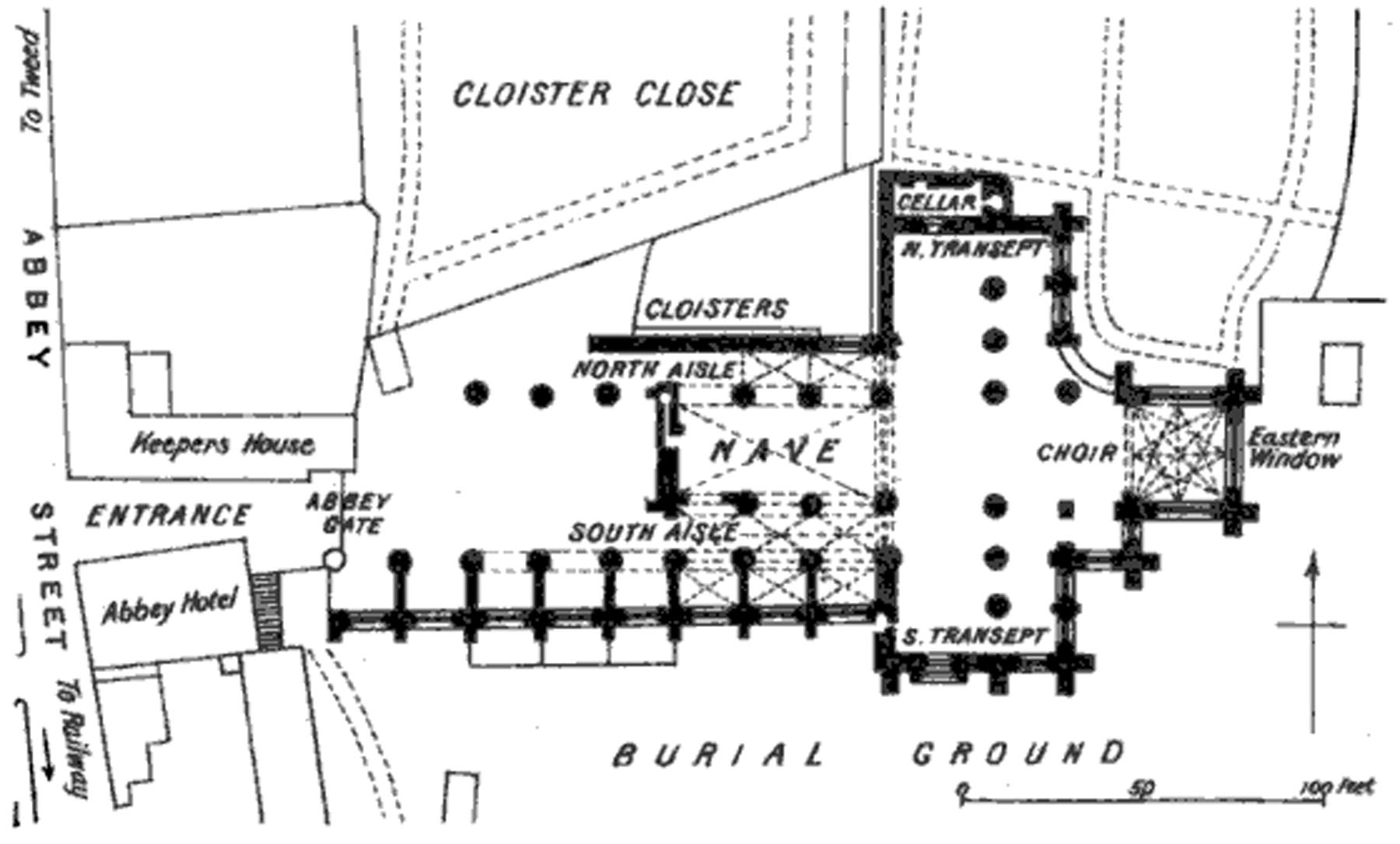
Plànol de les actuals ruïnes de Melrose

L'abadia està distribuïda en un eix tradicional est-oest. La secció oest està gairebé totalment absent llevat dels seus fonaments. El tram est és la part millor conservada. Al sud i al sud-est de l'abadia hi ha un cementiri al servei de la comunitat local. La majoria de pedres daten del segle xix. L'abadia és l'única d'Escòcia que encara conserva algunes de les seves rajoles originals. Els claustres del nord queden igualment esborrats fins al nivell de fonamentació.

## Abats
A continuació s'esmenten alguns dels abats que regiren l'abadia.
- Eata primer abat, deixeble d'Aidan, bisbe de Lindisfarne.[12]
- Richard va ser abat el 1473.[13]
- Robert va ser abat el 1519.[14]
- Thomas Ker va ser abat el 1524.[15]
- William Ker comanador (mort abans del 31 de juliol de 1566).[16]
- Comanador Michael Balfour el 1568.[17]
- James Douglas,[18] abat i comanador de l'1 de maig del 1569 al 9 de desembre del 1606.[17]

## Tombes
- Jocelin (bisbe de Glasgow)
- Waltheof

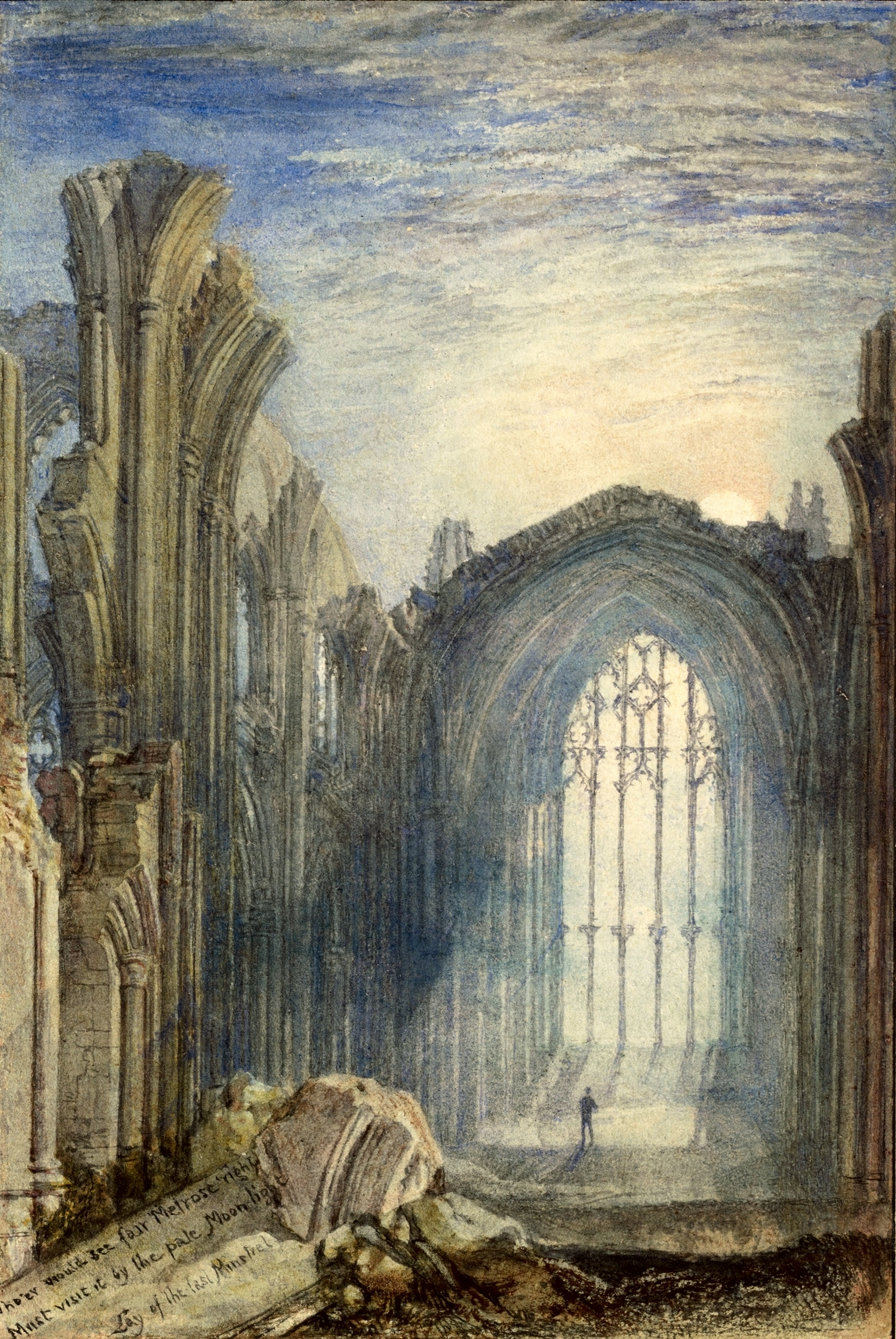
Melrose Abbey de JMW Turner, "Si veus bé la bella Melrose, vés a visitar-la a la pàl·lida llum de la lluna" (Walter Scott)

- William de Bondington - bisbe de Glasgow
- William Douglas, senyor de Liddesdale
- William Douglas, primer comte de Douglas
- James Douglas, 2n comte de Douglas
- Philip de Valognes, camarlenc d'Escòcia
- Alexandre II d'Escòcia
- Alexander Ormiston Curle
- Sir Brian Layton
- Sir David Brewster (1781-1868), inventor del caleidoscopi
- Walter, 8è duc de Buccleuch
- Maria, duquessa de Buccleuch
- Joan, 9è duc de Buccleuch

## Homenatges
Sir Walter Scott va descriure l'abadia de Melrose en un dels seus poemes, "The Lay of the Last Minstrel, Canto Second".
Una congregació presbiteriana de Bloomfield Hills, Michigan, ha construït la que podria ser l'última catedral gòtica dels Estats Units i l'ha modelat després de l'abadia de Melrose.
 L'església, Kirk in the Hills, acabada el 1958, es troba en un 40-acre (160,000 m2) posició al costat del llac 20 milles (32 km) al nord de Detroit.

## Galeria

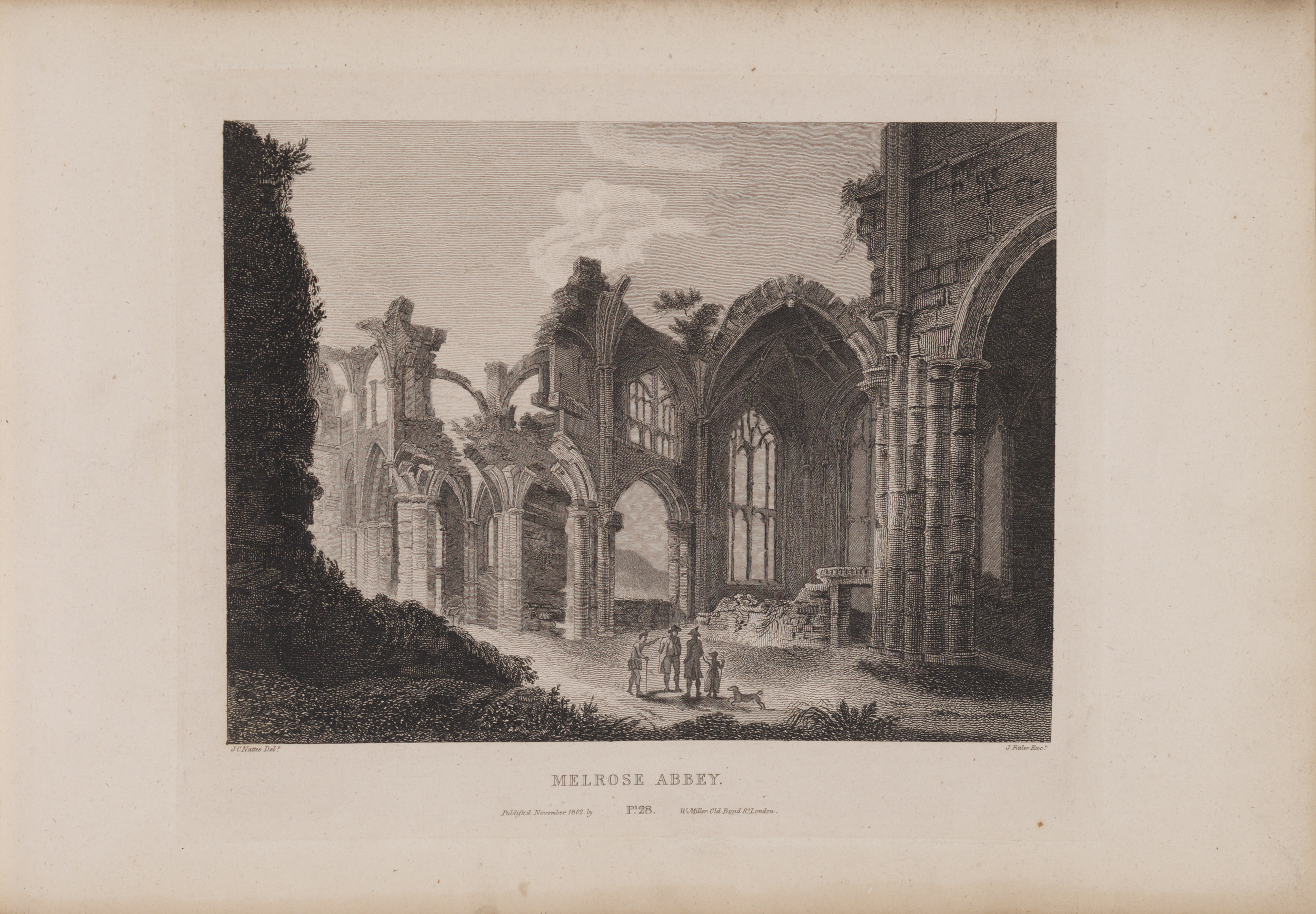
Gravat de l'abadia de James Fittler a Scotia Depicta, publicat el 1804
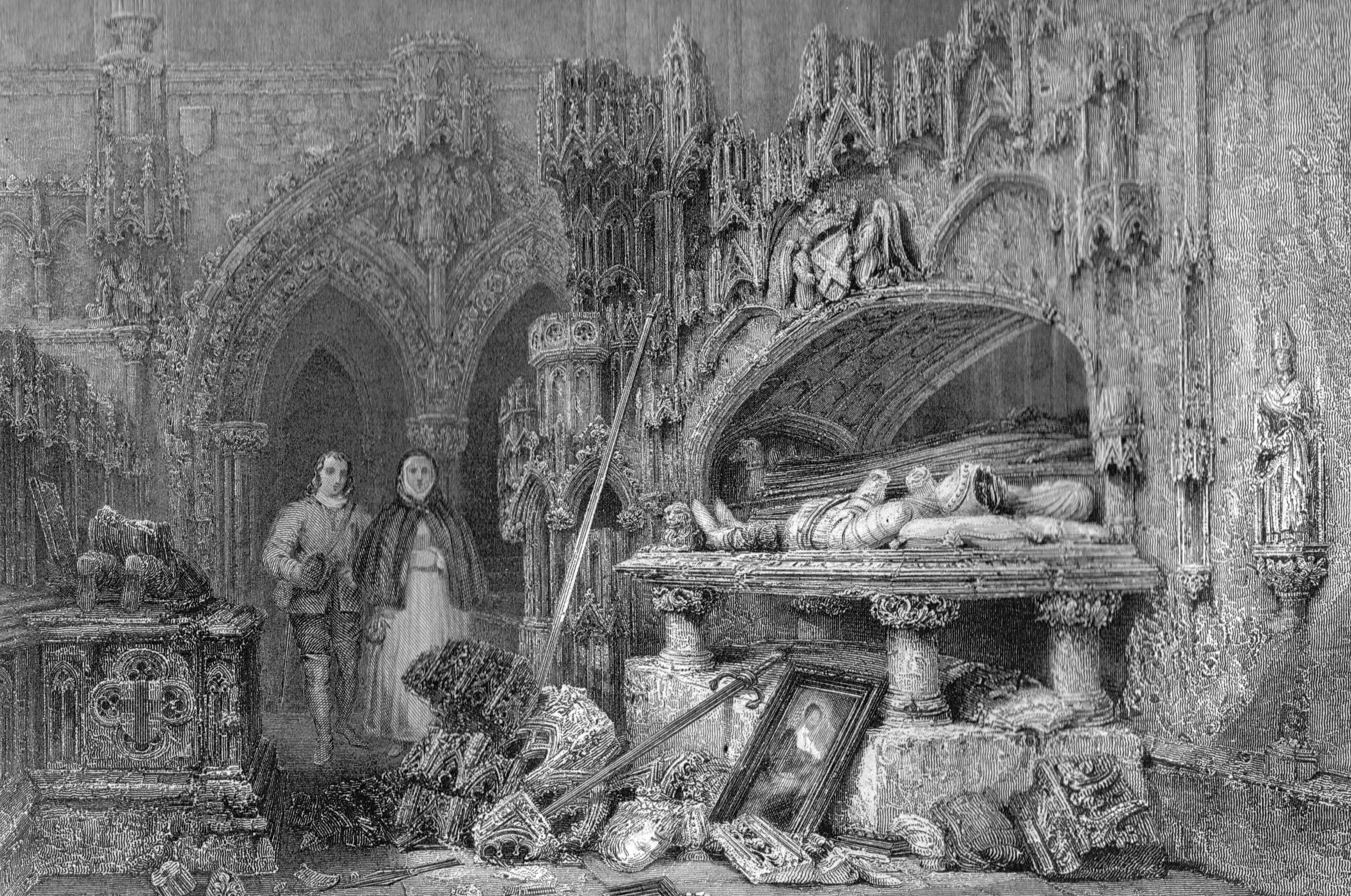
Vista interior de l'abadia, 1835
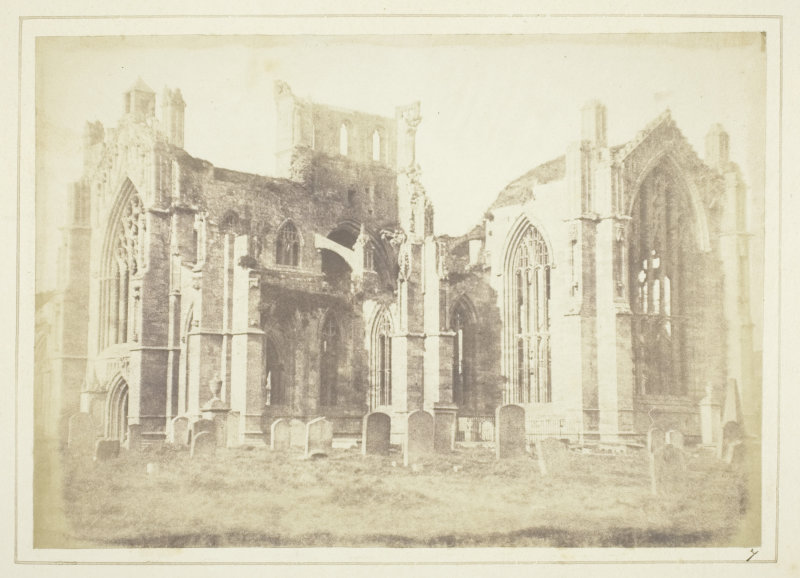
Fotografia de l'abadia de Melrose el 1844, per Henry Fox Talbot
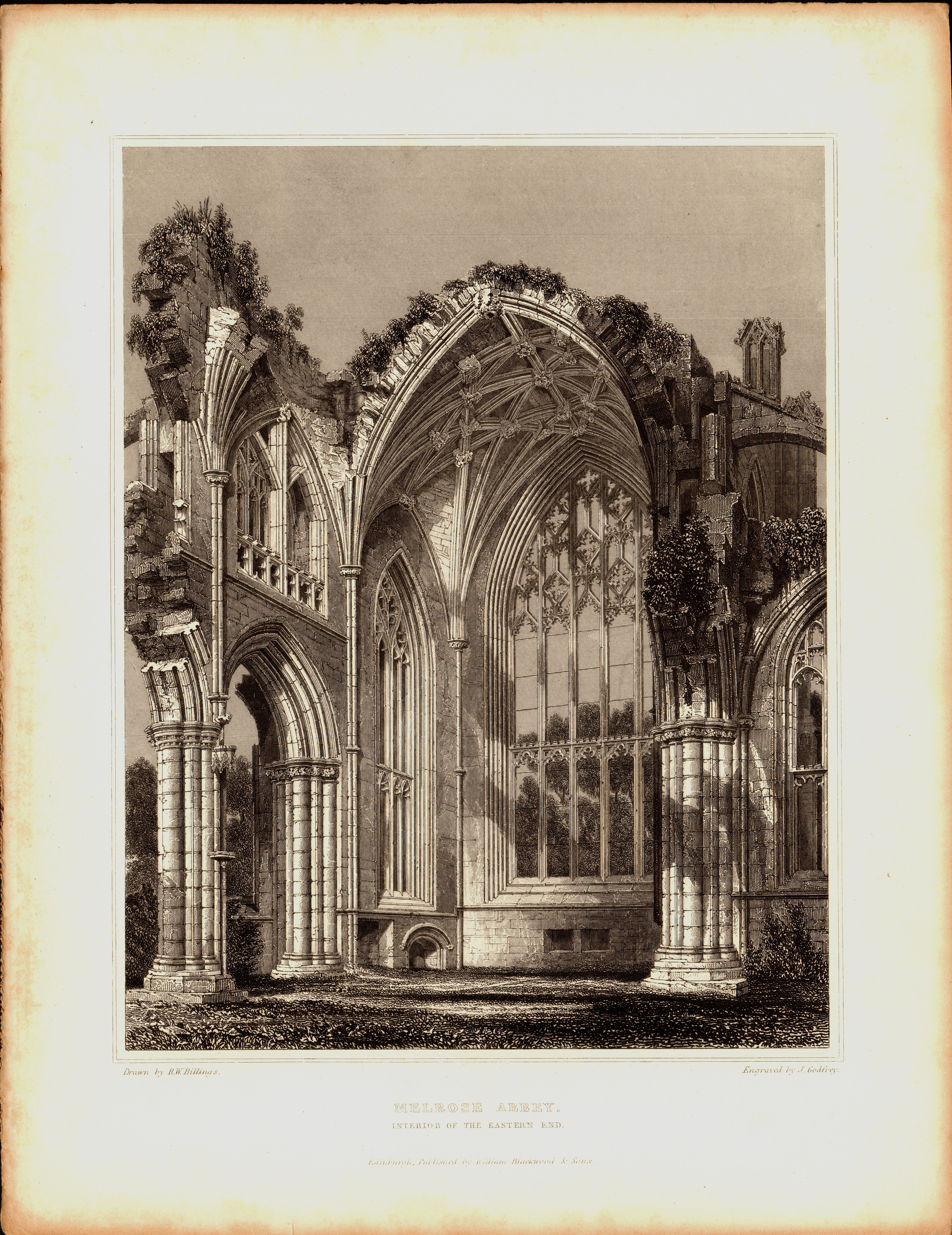
Gravat de l'extrem oriental de l'abadia de "The Baronial and Ecclesiastical Antiquities of Scotland" (RW Billings, ca 1850)